# کنسرتی بزرگ در آسمان
کنسرتی بزرگ در آسمان(به انگلیسی: The Great Gig in the Sky) پنجمین آهنگ از آلبوم نیمه تاریک ماه گروه موسیقی پراگرسیو راک پینک فلوید است که در سال ۱۹۷۳ منتشر شد. این آهنگ شامل موسیقی آوازی است که توسط کلر توری خوانده شده است.